# Mudigere, Gauribidanur
Mudigere là một làng thuộc tehsil Gauribidanur, huyện Chikkaballapur, bang Karnataka, Ấn Độ.